# Storøya (Svalbard)
Storøya, est une île de l'archipel du Svalbard dans la mer de Barents. Elle a une superficie de 56 km².

## Histoire
L'île a été découverte vers 1640-1645 par le chasseur de baleines néerlandais Ryke Yse. 
En 1973, l'île est incluse dans la création de la réserve naturelle de Nordaust-Svalbard. 